# Stanisław Musiał
Stanisław Musiał (* 1. Mai 1938 in Łososina Górna, (Powiat Limanowski); † 5. März 2004 in Krakau) war ein polnischer Jesuit, Philosoph, Vertreter der weltoffenen Strömung in der polnischen katholischen Kirche und Befürworter des polnisch-jüdischen Dialogs.
1950 bis 1952 studierte Musiał am kleinen Theologischen Seminar des Jesuitenordens in Nowy Sącz, 1952 trat er dem Noviziat des Jesuitenklosters in Stara Wieś (Woiwodschaft Karpatenvorland) bei und wurde am 5. August 1963 zum Priester geweiht. 
Er setzte sein Studium 1957 bis 1960 an der Ignatianum-Akademie in Krakau sowie 1960 bis 1964 an der Päpstlichen Theologischen Fakultät in Warschau fort. Danach studierte er in Rom und München weiter.
1972 bis 1973 war er Mitarbeiter des polnischen Dienstes von Radio Vatikan, 1977 als Redakteur. Musiał war auch langjähriger Mitarbeiter des Krakauer Wochenblatts Tygodnik Powszechny, seit 1981 Redaktionsmitglied, 1990 bis 1991 Stellvertreter des Herausgebers.
1989 bis 1990 war er Direktor des Krakauer Verlages des Gebetsapostolats. 
Er war seit 1986 als Mitglied der Kommission der Polnischen Bischofskonferenz für den Dialog mit dem Judentum tätig, seit 1995 deren Sekretär. Er war auch Mitglied von UN Watch. 
Er wirkte auch mit beim Wegzug des Karmelitinnenklosters vom Gelände des Konzentrationslagers Auschwitz-Birkenau. 
Musiał schuf wissenschaftliche Abhandlungen über die Geschichte der Philosophie der französischen Renaissance. Diesem Thema war auch seine unvollendete Doktorarbeit gewidmet. Er veröffentlichte zahlreiche Artikel im Tygodnik Powszechny, Gazeta Wyborcza und anderen Zeitschriften.
Musiał wurde 2001 mit dem Jan-Karski-und-Pola-Nireńska-Preis des Jüdischen Wissenschaftlichen Instituts in New York ausgezeichnet.
Er hatte viele Freunde im Kreis der Krakauer Intellektuellen, Teile der katholischen Hierarchie betrachteten ihn mit Misstrauen.
2008 wurde vom Krakauer Klub der Christen und Juden "Przymierze" (Bündnis) der Stanisław-Musiał-Preis gestiftet.

## Werke
- Czarne jest czarne (Die Schwärze ist schwarz) : Kraków : Wydawnictwo Literackie, 2003. ISBN 830803408X
- Duchowny niepokorny : rozmowy z księdzem Stanisławem Musiałem (Der undemütige Priest) : Warszawa : Świat Książki - Bertelsmann Media, 2006. ISBN 832470082X
- Dwanaście koszy ułomków (Zwölf Körbe Bruchstücke) : Kraków : Wydawnictwo Literackie, 2002. ISBN 8308032591
- Listy ks. Stanisława Musiała do rodziny (Musiałs Briefe an seine Familie) : Kraków : Wydawnictwo WAM, 2010. ISBN 9788375055429
- Notatnik ks. Stanisława Musiała : jezuita w wytartym swetrze (Musiałs Notizbuch – Jesuit in abgetragener Strickjacke) : Kraków : Wydawnictwo Literackie, 2009. ISBN 9788308043219